# José Carlos González
José Carlos González Sánchez (Venezuela, 27 de marzo de 2006) es un futbolista venezolano, nacionalizado español, que juega en la demarcación de centrocampista en el juvenil de la U. D. Las Palmas de la Segunda División de España.

## Trayectoria
En el verano de 2023 llegó al juvenil B de la Unión Deportiva procedente del C. D. Marino tinerfeño. En la temporada 2024-25 se integró en el juvenil División de Honor, debutando en Las Palmas C de Regional Preferente.
El 24 de mayo de 2025 debutó en un encuentro de la Primera División de España que finalizó con un resultado en contra por 2-0 contra el R. C. D. Espanyol.

## Clubes
Actualizado al último partido disputado el 24 de mayo de 2025.
| Club             | País   | Temporada | Partidos | Goles |
| ---------------- | ------ | --------- | -------- | ----- |
| U. D. Las Palmas | España | 2025-     | 1        | 0     |